# Victor Blanchard Scheffer
Victor Blanchard Scheffer (* 27. November 1906 in Manhattan, Kansas; † 20. September 2011 in Langley, Washington) war ein US-amerikanischer Meeresbiologe, der sich vornehmlich den Meeressäugern widmete. Er war auch Autor von naturgeschichtlichen Büchern.

## Leben
Scheffer war der Sohn von Theophilus H. Scheffer (1866–1966) und dessen Frau Celia Esther Blanchard. Sein Vater war 27 Jahre lang als Biologe für das United States Bureau of Biological Survey, dem Vorläufer des United States Fish and Wildlife Service, tätig und beschäftigte sich mit dem Wildtiermanagement im pazifischen Nordwesten. Victor Scheffer wurde in Kansas geboren, zog aber bereits in jungen Jahren in den Bundesstaat Washington. Nach seinem Bachelor of Science im Jahr 1930 graduierte er 1932 mit der Hochschulschrift A limnological survey of Echo Lake, King County, Washington zum Master of Science an der University of Washington in Seattle. Im Oktober 1935 heiratete er Elizabeth Macinness. Aus dieser Ehe gingen ein Sohn und zwei Töchter hervor. 1936 wurde er mit der Dissertation The plankton of Lake Washington zum Ph.D. an der University of Washington promoviert. Im Jahr 1937 begann er seine wissenschaftliche Laufbahn als Biologe für das United States Bureau of Biological Survey, wo er drei Jahre lang blieb. Von 1936 bis 1938 untersuchte Scheffer Fische und wirbellose Tiere auf den Aleuten in Alaska, eine Studie, die im Auftrag des United States Fish and Wildlife Service durchgeführt wurde. Von 1940 bis 1969 war Scheffer Angestellter in verschiedenen Abteilungen des United States Fish and Wildlife Service, darunter in Olympia und Seattle, Washington, sowie in Fort Collins, Colorado. Zu seinen Arbeiten für diese Organisation gehörte eine Studie über die Nahrung des Nördlichen Seebärs sowie über die Anatomie und das Fell dieser Pelzrobbe.
Scheffers erstes Buch Seals, Sea Lions, and Walruses: A Review of the Pinnepedia wurde 1958 im Universitätsverlag Stanford University Press veröffentlicht. 1966, 1967, 1968, 1971 und 1972 war er Lecturer für Ökologie an der University of Washington. Scheffer war Gründungsmitglied des Beirats von BirdNote, einer Radiosendung über Vögel, die sich der Bildung und dem Naturschutz widmet. Er war außerdem Gründungsmitglied des Nature Conservancy Washington Chapter, bei Audubon Washington (1981) sowie der Hilltop Community in Bellevue, Washington.

Sein preisgekröntes Buch The Year of the Whale (1969) wurde zu einem Standardwerk der Meeresbiologie. Dieses Buch fand große Beachtung und stand auf den US-amerikanischen Bestsellerlisten. In einer Rezension in der New York Times schrieb der bekannte Anthropologe Loren Eiseley: 

„Scheffer ist sich bewusst, dass es sich um ein «ungeschriebenes Leben» handelt, über das er zu berichten versucht. Selbst der moderne Zoologe kann bestenfalls flüchtige Einblicke in das Leben dieser geheimnisvollen und wandlungsfähigen Kreaturen gewinnen.... Es ist genau diese Verflechtung von Bekanntem und Unbekanntem, die The Year of the Whale zu einem wertvollen Buch macht.“

 1970 wurde das Werk mit der John-Burroughs-Medaille als bestes naturkundliches Buch des Vorjahres ausgezeichnet.
Scheffers nächstes Buch war The Year of the Seal (1970), das ebenfalls von der Kritik gut aufgenommen wurde, und auch in einer deutschen Übersetzung erschien. In der Folgezeit schrieb er Bücher zu Themen aus den Bereichen Naturgeschichte, Umweltschutz und Zoologie. Zu diesen Schriften gehörten eine Analyse des modernen Umweltschutzes und Bücher für Kinder sowie mehrere weitere populäre Werke über die Naturgeschichte der Meeressäuger.
Scheffer war Mitglied der American Society of Mammalogists, der Wildlife Society, der Wilderness Society, bei Nature Conservancy, der National Wildlife Foundation sowie der National Audubon Society. Von 1973 bis 1976 war er Vorsitzender der ursprünglichen United States Marine Mammal Commission.
Scheffer starb im September 2011 im Alter von 104 Jahren in Langley, Washington.

## Schriften
- Report on fishes collected on the 1937 biological survey expedition to the Aleutian Islands, 1937
- Report on studies in the Pribilof Islands, Alaska, in the summer of 1940, 1940
- Management studies of transplanted beavers in the Pacific Northwest, 1941
- (mit Walter W. Dalquest) Records of mountain goat and moose from Washington state, 1944
- (mit John W. Slipp) The Harbor seal in Washington State, 1944
- (mit W. J. Plowden-Wardlaw) An 1884 list of the birds and mammals of Washington, 1945
- Growth and behavior of young sea lions, 1945
- The commercial importance of seaweed gums in the United States, 1945
- How deep will a fur seal dive?, 1946
- (mit Ford Wilke) Mammalogy: validity of the subspecies Enydra lutris nereis, the southern sea otter, 1950
- Seals, Sea Lions, and Walruses, 1958
- The Year of the Whale, 1969
- The Year of the Seal, 1970 (deutsch: Das Robbenjahr, 1971)
- The Little Calf, 1970
- The Seeing Eye, 1971
- A Voice for Wildlife, 1974
- 10000 [Zehntausend] Kilometer durch den Pazifik. Ein Jahr im Leben einer Robbe, 1975
- A Natural History of Marine Mammals, 1976
- Adventures of a Zoologist, 1980
- The Amazing Sea Otter, 1981
- Spires of Form,  1983
- The Shaping of Environmentalsim in America,  1991
- Hilltop: A Collaborative Community, 1994
- Mammals of the Olympic National Park and vicinity, 1995
- A Biologist Looks at Religion, 2000